# Tekodontyzm
Tekodontyzm, tekodoncja, uzębienie tekodontyczne – rodzaj uzębienia polegający na osadzeniu zębów w zębodołach szczęki i żuchwy.  Występuje u ssaków i krokodyli, a także u wielu wymarłych gatunków gadów.